# Quine (informatique)
Pour les articles homonymes, voir Quine.

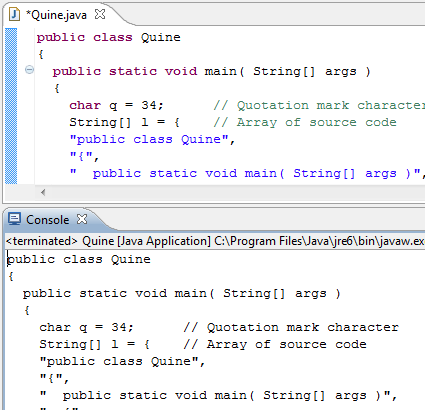
Exemple d'un quine écrit en Java (en haut). Quand on l'exécute, ce programme écrit son propre code source (en bas).

Un quine (ou programme autoreproducteur, self-reproducing en anglais) est un programme informatique qui imprime son propre code source. L'opération qui consiste à ouvrir le fichier source et à l'afficher est considérée comme une tricherie. Plus généralement, un programme qui utilise une quelconque entrée de données ne peut être considéré comme un quine valide. Dans beaucoup de langages de programmation, un quine est une variante de la commande suivante :
Recopier puis placer entre guillemets la phrase « Recopier puis placer entre guillemets la phrase »
À titre de défi ou d'amusement, certains programmeurs essaient d'écrire le plus court quine dans un langage de programmation donné. Donald Knuth (Prix Turing 1974) et Ken Thompson (prix Turing 1983) expliquent dans leurs conférences Turing le rôle que ces programmes autoreproducteurs minimaux ont joué dans leurs formations et le pourquoi de ce rôle,.

## Étymologie
Les quines tirent leur nom du philosophe et logicien américain W. V. Quine (1908 – 2000), qui a étudié en profondeur l'autoréférence indirecte : il a entre autres forgé l'expression paradoxale :
« 'Yields falsehood when preceded by its quotation' yields falsehood when preceded by its quotation. »
c'est-à-dire : « 'est faux lorsque précédé par son propre énoncé' est faux lorsque précédé par son propre énoncé ».

## Démonstration de l'existence

Schéma de la machine QUINE. Le rectangle bleu est la procédure B qui prend en entrée la description d'une machine M (symbolisée par une feuille verte).

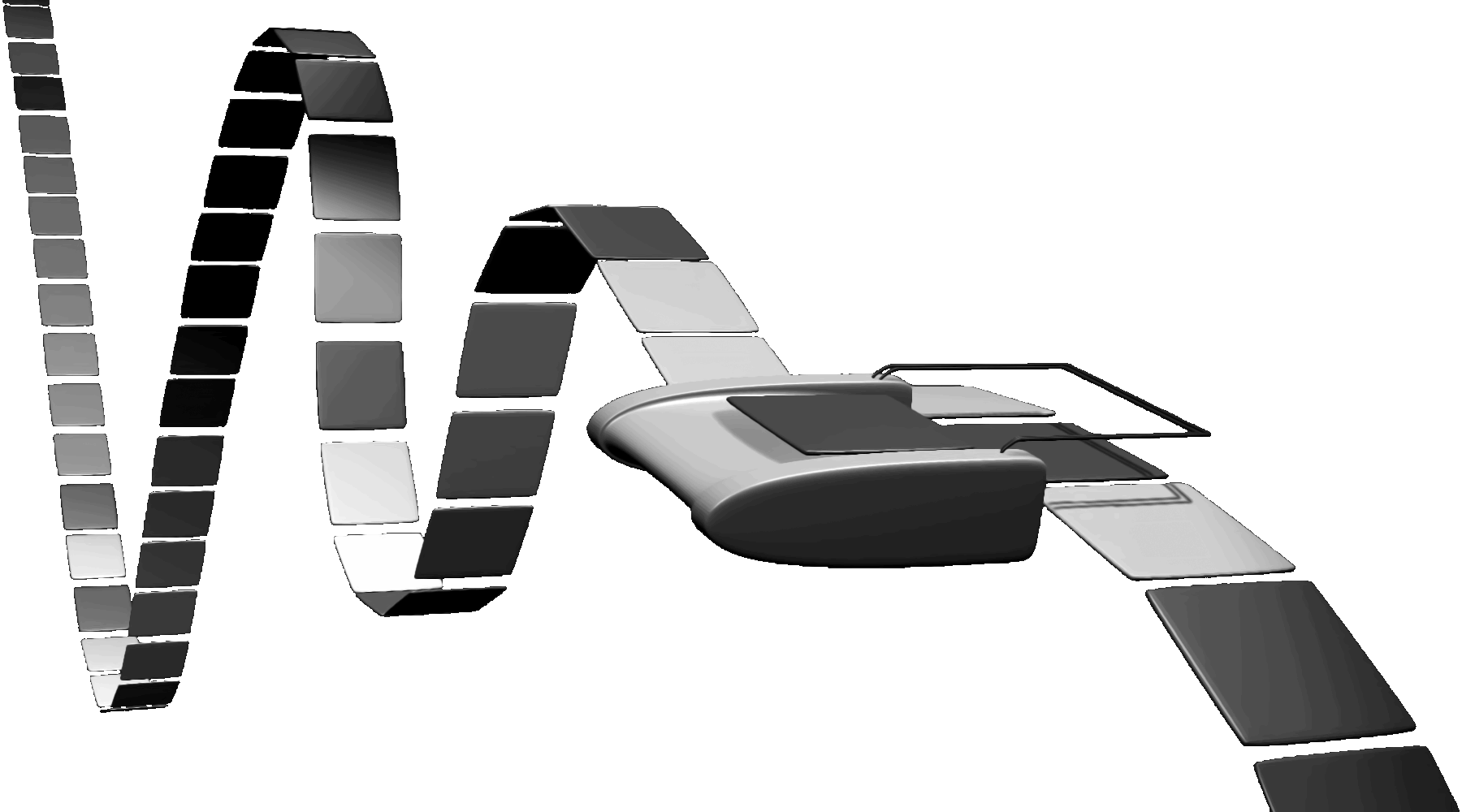
Vue d'artiste d'une machine de Turing. Une tête se déplace sur le ruban pour lire et écrire des caractères.

Dans cette section, nous esquissons la démonstration de l'existence d'une machine de Turing QUINE qui ignore son entrée et qui écrit sa propre description. Une machine de Turing est un modèle de calcul abstrait. Elle lit et écrit des caractères sur un ruban. Tout d'abord, pour tout mot w, on construit la machine printw qui ne tient pas compte de son entrée, efface son ruban et y écrit le mot w. Pour toute machine M, la description de M est notée <M>. Ensuite, on considère la machine descrPrint, qui, pour toute entrée w, retourne <printw>, la description de la machine de Turing printw. Informellement, descrPrint prend un mot en entrée, et retourne la machine qui imprime ce mot. Maintenant, on construit QUINE, la machine qui ignore son mot d'entrée u et qui imprime sa propre description :
```
QUINE(u)
    1. lancer print
<
B
>

    2. lancer B
```

où B est la machine suivante :
```
B(<M>)
       2a. lancer descrPrint(<M>)
       2b. concaténer le résultat avec <M>
```

En exécutant, QUINE(u), l'étape 1 écrit <B> sur le ruban. L'étape 2 lance B(<B>). L'étape 2a lance descrPrint(<B>) et écrit <print<B>> sur le ruban. L'étape 2b finit avec <print<B>B> sur le ruban. Il s'agit de la description de QUINE.

## Lien avec le théorème de récursion de Kleene
On démontre le théorème de récursion de Kleene en remplaçant l'instruction 2b par <MR> où R est la suite du programme. D'autre part, le théorème de récursion de Kleene implique l'existence d'un quine pour tout langage de programmation Turing-complet.

## Fichier vide
Un fichier vide est acceptable comme solution, mais n'est pas accepté par tous les langages.
Pour les langages acceptant un fichier vide, aucune sortie ne doit être produite à l'exécution.
Parmi les langages acceptant un fichier vide, ne produisant aucune sortie à l'exécution :
- BASIC (certains interpréteurs),
- Batch (MS-DOS),
- Brainfuck.

Ceux qui ne l'acceptent pas produisent une erreur, ne correspondant donc pas au code source.
En général, ces langages de programmation requièrent un minimum de code : une fonction principale, une classe principale, une structure de programme...

## Exemples

### Langages de programmation

#### Ada
Remarque : des sauts de ligne et des espaces ont été ajoutés pour faciliter la lecture.
```
with
 
Ada.Text_Io
;

procedure
 
Quine
 
is

  
S
:
String
:=
"with Ada.Text_Io;procedure Quine is S:String:=X;G:Character:=Character'Val(34);

             function F return String is begin for I in S'Range loop 

             if S(I)='X' then return S(S'First..I-1)&G&S&G&S(I+1..S'Last);end if;

             end loop;end;begin Ada.Text_Io.Put_Line(F);end;"
;

  
G
:
Character
:=
Character
'
Val
(
34
);

  
function
 
F
 
return
 
String
 
is
 
  
begin
 
    
for
 
I
 
in
 
S
'
Range
 
loop
 
      
if
 
S
(
I
)
=
'
X
'
 
then
 
return
 
S
(
S
'
First
..
I
-
1
)
&
G
&
S
&
G
&
S
(
I
+
1.
.
S
'
Last
);
end
 
if
;

    
end
 
loop
;

  
end
;

begin

  
Ada
.
Text_Io
.
Put_Line
(
F
);

end
;

```

#### awk
```
#!/usr/bin/awk -f

BEGIN
{
b
=
"#!/usr/bin/awk -f"
;
a
=
"\""
;
s
=
"\\"
;
q
=
"BEGIN{b=%c%s%c;a=%c%c%c%c;s=%c%c%c%c;q=%c%s%c;print b;printf q,a,b,a,a,s,a,a,a,s,s,a,a,q,a;print}"
;
print
 
b
;
printf
 
q
,
a
,
b
,
a
,
a
,
s
,
a
,
a
,
a
,
s
,
s
,
a
,
a
,
q
,
a
;
print
}

```

#### BASIC
```
10
 
C
=
": PRINT CHR(49)+CHR(48)+CHR(32)+CHR(67)+CHR(61)+CHR(34)+C+CHR(34)+C"
:

   
PRINT
 
CHR
(
49
)
+
CHR
(
48
)
+
CHR
(
32
)
+
CHR
(
67
)
+
CHR
(
61
)
+
CHR
(
34
)
+
C
+
CHR
(
34
)
+
C

```

#### Batch(MS-DOS)

##### Version 1
```
  
@
echo
 off
  
%1
 
%2

  
call
 
%0
 goto e 
%%

  
call
 
%0
 goto e 
%%
3 echo.
%%
4
  
echo
 :f
  
goto
 
f

  
:
e

  
echo
.
%4
@echo off
  
echo
.
%4%3
1 
%3
2
  
echo
.
%4
call 
%3
0 goto e 
%3%3

  
echo
.
%4
call 
%3
0 goto e 
%3%3
3 echo.
%3%3
4
  
echo
.
%4
echo :f
  
echo
.
%4
goto f
  
echo
.
%4
:e
  
:
f

```

##### Version 2
Le fichier vide est également accepté : à l'exécution, rien n'est produit en sortie.
```

```

#### Bourne shell (sh)
```
  
#!/bin/sh

  
quine
 
()
 
{

  
echo
 
-e
 
"#!/bin/sh\n
$1
"

  
echo
 
"quine '
$1
'"

  
}

  

  
quine
 
'quine () {

  echo -e "#!/bin/sh\\n$1"

  echo "quine \047$1\047"

  }

  '

```

#### Brainfuck
Remarque : il devrait s'agir d'une ligne de code continue, mais des retours à la ligne ont été ajoutés pour "faciliter" la lecture.
```
-
>
+
>
+++
>>
+
>
++
>
+
>
+++
>>
+
>
++
>>>
+
>
+
>
+
>
++
>
+
>>>>
+++
>
+
>>
++
>
+
>
+++
>>
++
>
++
>>
+
>>
+
>
++
>
++
>

+
>>>>
+++
>
+
>>>>
++
>
++
>>>>
+
>>
++
>
+
>
+++
>>>
++
>>
++++++
>>
+
>>
++
>
+
>>>>
+++
>>
+++++
>>
+
>
+++

>>>
++
>>
++
>>
+
>>
++
>
+
>
+++
>>>
++
>>
+++++++++++++
>>
+
>>
++
>
+
>
+++
>
+
>
+++
>>>
++
>>
++++
>>
+
>>

++
>
+
>>>>
+++
>>
+++++
>>>>
++
>>>>
+
>
+
>
++
>>
+++
>
+
>>>>
+++
>
+
>>>>
+++
>
+
>>>>
+++
>>
++
>
++
>
+
>
+

++
>
+
>
++
>
++
>>>>>>
++
>
+
>
+++
>>>>>
+++
>>>
++
>
+
>
+++
>
+
>
+
>
++
>>>>>>
++
>>>
+
>>>
++
>
+
>>>>
+++
>

+
>>>
+
>>
++
>
+
>
++++++++++++++++++
>>>>
+
>
+
>>>
+
>>
++
>
+
>
+++
>>>
++
>>
++++++++
>>
+
>>
++
>
+
>>

>>
+++
>>
++++++
>>>
+
>
++
>>
+++
>
+
>
+
>
++
>
+
>
+++
>>>>>
+++
>>>
+
>
+
>>
++
>
+
>
+++
>>>
++
>>
++++++++

>>
+
>>
++
>
+
>>>>
+++
>>
++++
>>
+
>
+++
>>>>>>
++
>
+
>
+++
>>
+
>
++
>>>>
+
>
+
>
++
>
+
>>>>
+++
>>
+++
>>>
+

[[
-
>>
+
<<
]
<
+
]
+++++
[
-
>
+++++++++
<
]
>
.
[
+
]
>>
[
<<
+++++++
[
-
>
+++++++++
<
]
>
-

.
-------------------
>
-
[
-
<
.
<
+
>>
]
<
[
+
]
<
+
>>>
]
<<<
[
-
[
-
[
-
[
>>
+
<
++++++
[
-
>
+++++
<
]]
>
++++

++++++++++
<
]
>
+++
<
]
++++++
[
-
>
+++++++
<
]
>
+
<<<
-
[
-
>>>
++
<<<
]
>
[
-
>>
.
<<
]
<<
]

```

#### C
```
#include
 
<stdio.h>

int
 
main
(){

char
*
a
=
"#include <stdio.h>%cint main(){char*a=%c%s%c;printf(a,10,34,a,34);}"
;

printf
(
a
,
10
,
34
,
a
,
34
);

}

```

#### C++
Remarque : des sauts de ligne ont été ajoutés pour faciliter la lecture. Tout ce qui se trouve en dessous de #include <iostream> s'écrit en une seule ligne.
```
 
#include
 
<iostream>

 
int
 
main
(){

  
int
 
i
;

  
char
 
t
[
2
];

  
t
[
0
]
=
0x00
;

  
char
 
*
v
,
*
w
;

  
v
=
(
char
*
)
malloc
(
10
);

  
w
=
(
char
*
)
malloc
(
9
);

  
t
[
1
]
=
v
[
0
]
=
v
[
9
]
=
w
[
0
]
=
0x22
;

  
v
[
1
]
=
v
[
2
]
=
v
[
7
]
=
v
[
8
]
=
w
[
1
]
=
w
[
2
]
=
0x3C
;

  
v
[
3
]
=
0x75
;

  
w
[
4
]
=
v
[
4
]
=
0x5B
;

  
w
[
5
]
=
v
[
5
]
=
0x69
;

  
v
[
6
]
=
w
[
6
]
=
0x5D
;

  
w
[
3
]
=
0x78
;

  
w
[
7
]
=
0x3B
;

  
w
[
8
]
=
0x7D
;
std
::
string
 
u
[
2
],
x
[
2
];

  
u
[
0
]
=
0x0A
;

  
u
[
1
]
=
v
;

  
x
[
0
]
=
t
[
0
];

  
x
[
1
]
=
w
;

  
for
(
i
=
0
;
i
<
2
;
i
++
)
std
::
cout
<<
t
[
i
]
<<
"#include <iostream>"

 
<<
u
[
i
]
<<
"main(){int i;char t[2];t[0]=0x00;char *v,*w;v=(char*)malloc(10);w=(char*)malloc(9);

 
t
[
1
]
=
v
[
0
]
=
v
[
9
]
=
w
[
0
]
=
0x22
;
v
[
1
]
=
v
[
2
]
=
v
[
7
]
=
v
[
8
]
=
w
[
1
]
=
w
[
2
]
=
0x3C
;
v
[
3
]
=
0x75
;
w
[
4
]
=
v
[
4
]
=
0x5B
;
w
[
5
]
=
v
[
5
]
=
0x69
;

 
v
[
6
]
=
w
[
6
]
=
0x5D
;
w
[
3
]
=
0x78
;
w
[
7
]
=
0x3B
;
w
[
8
]
=
0x7D
;
std
::
string
 
u
[
2
],
x
[
2
];
u
[
0
]
=
0x0A
;
u
[
1
]
=
v
;
x
[
0
]
=
t
[
0
];

 
x
[
1
]
=
w
;
for
(
i
=
0
;
i
<
2
;
i
++
){
std
::
cout
<<
t
[
i
]
<<
"<<x[i];}

```

Un autre exemple utilisant C++ 11 :
```
#include
 
<iostream>

void
 
f
(
char
 
const
*
a
){
std
::
cout
<<
a
<<
a
<<
")
\"
);}
\n
"
;}
 
int
 
main
(){
f
(
R
"
(
#include <iostream>

void f(char const*a){std::cout<<a<<a<<")\");}\n";} int main(){f(R"(
)
"
);}

```

#### C#
Remarque : des sauts de ligne ont été ajoutés pour faciliter la lecture.
```
 
using
 
System
;

 
namespace
 
quine

 
{

   
class
 
Program

   
{

     
[STAThread]

     
static
 
void
 
Main
(
string
[]
 
args
)

     
{

       
string
 
s
 
=
 
"using System;{0}namespace quine{0}{2}{0}{1}class Program{0}

 
{
1
}{
2
}{
0
}{
1
}{
1
}[
STAThread
]{
0
}{
1
}{
1
}
static
 
void
 
Main
(
string
[]
 
args
){
0
}{
1
}{
1
}{
2
}{
0
}{
1
}{
1
}{
1
}

 
string
 
s
 
=
 
{
4
}{
6
}{
4
};{
0
}{
1
}{
1
}{
1
}
Console
.
Write
(
s
,
 
Environment
.
NewLine
,
 
{
4
}{
5
}
t
{
4
},
 
{
4
}{
2
}

 
{
4
},
 
{
4
}{
3
}{
4
},
 
{
4
}{
5
}{
4
}{
4
},
 
{
4
}{
5
}{
5
}{
4
},
 
s
);{
0
}{
1
}{
1
}{
3
}{
0
}{
1
}{
3
}{
0
}{
3
}
";

       
Console
.
Write
(
s
,
 
Environment
.
NewLine
,
 
"\t"
,
 
"{"
,
 
"}"
,
 
"\""
,
 
"\\"
,
 
s
);

     
}

   
}

 
}

```

#### Caml Light
```
let
 
quine
 
programme
 
=

  
let
 
guillemet
 
=
 
make_string
 
1
 
(
char_of_int
 
34
)
 
and

      
pnt_virgule
 
=
 
make_string
 
1
 
(
char_of_int
 
59
)
 
in

    
print_endline
 
(
programme
 
^
 
guillemet
 
^
 
programme
 
^
 
guillemet
 
^
 
pnt_virgule
 
^
 
pnt_virgule
);

    
()
 
in
 
quine
 
"let quine programme =

  let guillemet = make_string 1 (char_of_int 34) and

      pnt_virgule = make_string 1 (char_of_int 59) in

    print_endline (programme ^ guillemet ^ programme ^ guillemet ^ pnt_virgule ^ pnt_virgule);

    () in quine "
;;

```

#### dc
```
#!/usr/bin/dc
[[#!/usr/bin/dc]P10an91ann93an[dx]p]dx

```

#### Common Lisp
```
    
(
funcall
 
(
lambda
 
(
x
)
 

               
(
append
 
x
 
(
list
 
(
list
 
'quote
 
x
))))

             
'
(
funcall
 
(
lambda
 
(
x
)
 

                          
(
append
 
x
 
(
list
 
(
list
 
'quote
 
x
))))))

```

#### Forth
Remarque : cette quine fonctionne sur tous les systèmes forth.
```
:
 
q
 
s"
 
2dup cr 115 emit 34 emit space type 34 emit space type cr
"

 
2dup
 
cr
 
115
 
emit
 
34
 
emit
 
space
 
type
 
34
 
emit
 
space
 
type
 
cr
 
;

```

#### Haskell
```
 
s
=
"main=putStr (['s', '='] ++ show s ++ [';'] ++ s)"
;
main
=
putStr
 
([
's'
,
 
'='
]
 
++
 
show
 
s
 
++
 
[
';'
]
 
++
 
s
)

```

#### Java
Remarque : des sauts de ligne ont été ajoutés pour faciliter la lecture.
```
public
 
class
 
r
 
{
public
 
static
 
void
 
main
(
String
[]
 
args
)
 
{
String
 
p
=
"public class r {

public static void main(String[] args) {"
,
g
=
"\""
,
n
 
=
"System.out.println(p+a+g+p+g+z

+c+g+s+g+g+z+b+g+n+g+z+d+g+s+s+g+z+e+g+z+g+z+'a'+'='+g+a+g+z+'b'+'='+g+b+g+z+'c'+'='

+g+c+g+z+'d'+'='+g+d+g+z+'e'+'='+g+e+g+z+'f'+'='+g+f+g+z+'v'+'='+g+v+g+v+n);}}"
,
s
=
"\\"
,

z
=
","
,
a
=
"String p="
,
b
=
"n ="
,
c
=
"g="
,
d
=
"s="
,
e
=
"z="
,
f
=
"v="
,
v
=
";"
;
System
.
out
.
println
(

p
+
a
+
g
+
p
+
g
+
z
+
c
+
g
+
s
+
g
+
g
+
z
+
b
+
g
+
n
+
g
+
z
+
d
+
g
+
s
+
s
+
g
+
z
+
e
+
g
+
z
+
g
+
z
+
'a'
+
'='
+
g
+
a
+
g
+
z
+
'b'
+
'='
+
g
+
b
+
g
+
z

+
'c'
+
'='
+
g
+
c
+
g
+
z
+
'd'
+
'='
+
g
+
d
+
g
+
z
+
'e'
+
'='
+
g
+
e
+
g
+
z
+
'f'
+
'='
+
g
+
f
+
g
+
z
+
'v'
+
'='
+
g
+
v
+
g
+
v
+
n
);}}

```

Ou encore (la variable 'n' peut être remplacée par 'System.getProperty("line.separator")' pour plus de portabilité) :
```
class
 
Quine
{
public
 
static
 
void
 
main
(
String
[]
 
args
){
char
 
n
=
10
;
char
 
b
=
'"'
;
String
 
a
=
"class Quine{public static void main(String[] args){char n=10;char b='%c';String a=%c%s%c;System.out.format(a,b,b,a,b,n);}}%c"
;
System
.
out
.
format
(
a
,
b
,
b
,
a
,
b
,
n
);}}

```

#### JavaScript
```
 
unescape
(
q
=
"unescape(q=%22*%22).replace('*',q)"
).
replace
(
'*'
,
q
)

```

Les fonctionnalités du JavaScript permettent cependant de le faire directement :
```
(
function
 
a
(){

    
return
 
"("
+
a
.
toString
()
+
")()"
;

})()

```

À partir de la version ES6 :
```
const
 
f
 
=
 
()
 
=>
 
"const f = "
 
+
 
f

```

#### LaTeX
```
\documentclass
{
book
}
\pagestyle

{
empty
}
\def\a
{
\ensuremath
{
\backslash
}}
\def\f

{
\def\b
{
\a
}
\def\c
{
\{
}
\def\d
{
\}
}
\def

\e
{
\\
}
\noindent\g\b
 def
\b
 g
\c\def\b
{
\a
 b

}
\def\c
{
\a
 c 
}
\def\d
{
\a
 d
}
\def\e
{
\a
 e

\\
}
\g\}\a
 begin
\{
document
\}\a
 f
\a
 end

\{
document
\}
}
\def\g
{
 
\b
 documentclass
\c
 book
\d\b
 pagestyle
\e

\c
 empty
\d\b
 def
\b
 a
\c
 
\b
 ensuremath
\c
 
\b
 backslash
\d\d\b
 def
\b
 f
\e

\c
 
\b
 def
\b
 b
\c
 
\b
 a
\d\b
 def
\b
 c
\c
 
\b
 
\c
 
\d\b
 def
\b
 d
\c
 
\b
 
\d\d\b
 def
\e

\b
 e
\c
 
\b
 
\b
 
\d\b
 noindent
\b
 g
\b
 b def
\b
 b g
\b
 c
\b
 def
\b
 b
\c
 
\b
 a b
\e

\d\b
 def
\b
 c
\c
 
\b
 a c 
\d\b
 def
\b
 d
\c
 
\b
 a d
\d\b
 def
\b
 e
\c
 
\b
 a e
\e

\b
 
\b
 
\d\b
 g
\b
 
\d\b
 a begin
\b
 
\c
 document
\b
 
\d\b
 a f
\b
 a end
\e

\b
 
\c
 document
\b
 
\d\d
}
\begin
{
document
}
\f\end
{
document
}

```

#### OCaml
```
(
fun
 
s
 
->
 
Printf
.
printf
 
"%s %S;;"
 
s
 
s
)
 
"(fun s -> Printf.printf 
\"
%s %S;;
\"
 s s)"
;;

```

#### Pascal
```
 
const
 
a
=
'const a='
;
b
=
'begin write(a,#39,a,#39#59#98#61#39,b,#39#59#10,b) end.'
;

 
begin
 
write
(
a
,
#39
,
a
,
#39#59#98#61#39
,
b
,
#39#59#10
,
b
)
 
end
.

```

En FreePascal :
```
PROCEDURE
 
q
(
s
:
string
)
;
BEGIN
 
write
(
s
,
#39
,
s
,
#39
,
#59
,
#69
,
#78
,
#68
,
#46
)
;
readln
;
END
;
BEGIN
 
q
(
'PROCEDURE q(s:string);BEGIN write(s,#39,s,#39,#59,#69,#78,#68,#46);readln;END;BEGIN q('
)
;
END
.

```

#### Perl
```
 
$_
=
q{$_=q{Q};s/Q/$_/;print}
;
s/Q/$_/
;
print

```

Et un mélange shell/Perl :
```
perl -le '$n=q{perl -le a$n=q{$x};($_=$n)=~s/\141/\47/g;s/\$x/$n/;printa};($_=$n)=~s/\141/\47/g;s/\$x/$n/;print'
```

#### PHP
```
<?php
 
$q
=
'<?php $q=\'%s\';printf($q,addslashes($q));'
;
printf
(
$q
,
addslashes
(
$q
));

```

#### PL1
Remarque : ce plus court[réf. souhaitée] quine écrit en PL/I compilera en utilisant la version OS PL/I V2.3.0 du compilateur, mais nécessite une marge à gauche de 1 et l'option COMPILE pour éviter un certain nombre d'erreurs ou d'avertissements.
```
  %dcl z%z='put edit';proc options(main;q=''''put list(m;do i=1,2;z(q)skip;do j=
  1to 78c=substr(m(i),j;if c=q z(c;z(c;end;z(q',';dcl(c,q)char,m(2)char(99)init(
  '%dcl z%z=''put edit'';proc options(main;q=''''''''put list(m;do i=1,2;z(q)skip;do j=',
  '1to 78c=substr(m(i),j;if c=q z(c;z(c;end;z(q'','';dcl(c,q)char,m(2)char(99)init(',

```

#### PostScript
```
(dup == {dup cvx exec} pop 8 12 getinterval =)

dup
 
cvx
 
exec

```

#### Python
En Python 2 :
```
a
=
'a=
%s
;print a
%%
`a`'
;
print
 
a
%
`
a
`

```

En Python 3, print est une fonction :
```
a
=
'a=
%r
;print(a
%%
a)'
;
print
(
a
%
a
)

```

Un autre exemple :
```
 
b
=
'
\\
'
;
g
=
'"'
;
p
=
'%'
;
s
=
"b='
%s%s
';g='
%s
';p='
%s
';s=
%s%s%s
;print s
%s
(b,b,g,p,g,s,g,p)"
;
print
 
s
%
(
b
,
b
,
g
,
p
,
g
,
s
,
g
,
p
)

```

Un autre exemple dont les 61 derniers caractères sont communs avec le précédent :
```
 
b
,
g
,
p
,
s
=
'
\\
'
,
'"'
,
'%'
,
"b,g,p,s='
%s%s
','
%s
','
%s
',
%s%s%s
;print s
%s
(b,b,g,p,g,s,g,p)"
;
print
 
s
%
(
b
,
b
,
g
,
p
,
g
,
s
,
g
,
p
)

```

#### Ruby
```
 
puts
 
<<
2
*
2
,
2

 
puts
 
<<
2
*
2
,
2

 
2

```

Fonctionnement :
- puts <<2 : affiche tout le texte suivant jusqu'au 2 final ;
- *2 : fait ceci deux fois ;
- ,2 : et imprime la valeur 2 ;
- le second puts <<2*2,2 est juste du texte, et le 2 final est le délimiteur.

#### Rust
```
fn
 
main
()
 
{

    
let
 
p
:
&
[
i8
]
 
=
 
&
[
32
,
 
0
,
 
0
,
 
0
,
 
80
,
 
2
,
 
-
9
,
 
5
,
 
6
,
 
-
83
,
 
7
,
 
-
6
,
 
68
,
 
8
,
 
-
78
,
 
77
,
 
-
12
,
 
8
,
 
5
,
 
-
70
,
 
1
,
 
-
9
,
 
91
,
 
0
,
 
-
31
,
 
18
,
 
-
78
,
 
0
,
 
0
,
 
0
,
 
76
,
 
-
7
,
 
15
,
 
-
84
,
 
80
,
 
-
54
,
 
-
20
,
 
53
,
 
14
,
 
-
49
,
 
37
,
 
-
61
,
 
29
,
 
-
29
,
 
6
,
 
85
,
 
-
65
,
 
5
,
 
62
,
 
-
66
,
 
33
,
 
18
,
 
-
76
,
 
10
,
 
-
12
,
 
80
,
 
-
71
,
 
18
,
 
-
49
,
 
22
,
 
0
,
 
0
,
 
0
,
 
76
,
 
-
7
,
 
15
,
 
-
84
,
 
77
,
 
8
,
 
-
1
,
 
-
84
,
 
67
,
 
-
67
,
 
29
,
 
-
29
,
 
16
,
 
11
,
 
-
49
,
 
22
,
 
0
,
 
0
,
 
0
,
 
70
,
 
9
,
 
3
,
 
-
82
,
 
88
,
 
-
88
,
 
73
,
 
5
,
 
-
78
,
 
80
,
 
-
66
,
 
59
,
 
11
,
 
-
15
,
 
13
,
 
-
74
,
 
1
,
 
-
9
,
 
91
,
 
-
113
,
 
22
,
 
0
,
 
0
,
 
0
,
 
0
,
 
0
,
 
0
,
 
0
,
 
67
,
 
-
67
,
 
11
,
 
18
,
 
-
29
,
 
10
,
 
78
,
 
-
61
,
 
-
49
,
 
22
,
 
0
,
 
0
,
 
0
,
 
0
,
 
0
,
 
0
,
 
0
,
 
80
,
 
2
,
 
-
9
,
 
5
,
 
6
,
 
-
83
,
 
7
,
 
-
6
,
 
89
,
 
2
,
 
-
91
,
 
10
,
 
-
12
,
 
8
,
 
59
,
 
-
67
,
 
65
,
 
18
,
 
-
83
,
 
85
,
 
-
61
,
 
-
15
,
 
-
9
,
 
65
,
 
18
,
 
-
83
,
 
67
,
 
5
,
 
-
7
,
 
17
,
 
-
73
,
 
18
,
 
-
49
,
 
22
,
 
0
,
 
0
,
 
0
,
 
93
,
 
-
115
,
 
115
,
 
-
115
];

    
print!
(
"fn main() {{
\n
    let p:&[i8] = &{:?};
\n
"
,
 
p
);

    
let
 
mut
 
c
 
=
 
0
;

    
for
 
x
 
in
 
p
.
iter
()
 
{

        
c
 
+=
 
*
x
;

        
print!
(
"{}"
,
 
(
c
 
as
 
u8
)
 
as
 
char
);

    
}

}

```

Source: 

#### Scheme
```
    
((
lambda
 
(
x
)

            
(
list
 
x
 
(
list
 
(
quote
 
quote
)
 
x
)))

        
(
quote

            
(
lambda
 
(
x
)

                
(
list
 
x
 
(
list
 
(
quote
 
quote
)
 
x
)))))

```

#### Tcl
```
  
proc
 
Quine
 
{}
 
{

    
set
 
n
 
[
lindex
 
[
info
 
level
 
0
]
 
0
]

    
append
 
s
 
[
list
 
proc
 
$n
 
[
info
 
args
 
$n
]
 
[
info
 
body
 
$n
]]
 
\
n
 
[
list
 
$n
]

    
puts
 
$s

  
}

  
Quine

```

#### Unlambda
À écrire sur une seule ligne.
Il est masqué car contient 12 538 caractères.

#### Vala
```
var
 
a
=
"var a=
\"
%s
\"
;
\n
print(a,a.escape());"
;

print
(
a
,
a
.
escape
());

```

#### Visual FoxPro
```
  
CLEAR

  
SET
 TALK OFF
  
SET
 TEXTMERGE ON
  \CLEAR
  \SET TALK OFF
  \SET TEXTMERGE ON

```

#### XProc
```
<?xml version="1.0" encoding="UTF-8"?>

<p:declare-step
 
xmlns:p=
"http://www.w3.org/ns/xproc"
 
version=
"1.0"
>

 
<p:documentation>

   
<p>
(c)
 
Innovimax
 
2011
 
-
 
The
 
first
 
XProc
 
Quine
</p>

 
</p:documentation>

 
<p:output
 
port=
"result"
/>

 
<p:identity>

   
<p:input
 
port=
"source"
>

     
<p:inline>

       
<p:declare-step
 
version=
"1.0"
>

         
<p:documentation>

           
<p>
(c)
 
Innovimax
 
2011
 
-
 
The
 
first
 
XProc
 
Quine
</p>

         
</p:documentation>

         
<p:output
 
port=
"result"
/>

         
<p:identity>

           
<p:input
 
port=
"source"
>

             
<p:inline/>

           
</p:input>

         
</p:identity>

         
<p:insert
 
match=
"p:inline"
 
position=
"first-child"
>

           
<p:input
 
port=
"source"
/>

           
<p:input
 
port=
"insertion"
/>

         
</p:insert>

       
</p:declare-step>

     
</p:inline>

   
</p:input>

 
</p:identity>

 
<p:insert
 
match=
"p:inline"
 
position=
"first-child"
>

   
<p:input
 
port=
"source"
/>

   
<p:input
 
port=
"insertion"
/>

 
</p:insert>

</p:declare-step>

```

#### XSLT
```
<?xml version="1.0" encoding="UTF-8"?>

<xsl:stylesheet
 
xmlns:xsl=
"http://www.w3.org/1999/XSL/Transform"
;

version=
"2.0"
>

  
<!-- (c) Innovimax 2011 - XSLT 2.0 Quine without DOE -->

  
<xsl:variable
 
name=
"code"
>

    
<xsl:element
 
name=
"xsl:stylesheet"
>

      
<xsl:attribute
 
name=
"version"
 
select=
"'2.0'"
/>

      
<xsl:comment>
 
(c)
 
Innovimax
 
2011
 
-
 
XSLT
 
2.0
 
Quine
 
without
 
DOE

</xsl:comment>

      
<xsl:element
 
name=
"xsl:variable"
>

        
<xsl:attribute
 
name=
"name"
 
select=
"'code'"
/>

        
<xsl:element
 
name=
"foo"
/>

      
</xsl:element>

      
<xsl:element
 
name=
"xsl:template"
>

        
<xsl:attribute
 
name=
"match"
 
select=
"'/'"
/>

        
<xsl:element
 
name=
"xsl:apply-templates"
>

          
<xsl:attribute
 
name=
"select"
 
select=
"'$code'"
/>

          
<xsl:attribute
 
name=
"mode"
 
select=
"'copy'"
/>

        
</xsl:element>

      
</xsl:element>

      
<xsl:element
 
name=
"xsl:template"
>

        
<xsl:attribute
 
name=
"match"
 
select=
"'@*|node()'"
/>

        
<xsl:attribute
 
name=
"mode"
 
select=
"'copy'"
/>

        
<xsl:element
 
name=
"xsl:copy"
>

          
<xsl:element
 
name=
"xsl:apply-templates"
>

            
<xsl:attribute
 
name=
"select"
 
select=
"'@*|node()'"
/>

            
<xsl:attribute
 
name=
"mode"
 
select=
"'copy'"
/>

          
</xsl:element>

        
</xsl:element>

      
</xsl:element>

      
<xsl:element
 
name=
"xsl:template"
>

        
<xsl:attribute
 
name=
"match"
 
select=
"'foo'"
/>

        
<xsl:attribute
 
name=
"mode"
 
select=
"'copy'"
/>

        
<xsl:element
 
name=
"xsl:apply-templates"
>

          
<xsl:attribute
 
name=
"select"
 
select=
"'$code'"
/>

          
<xsl:attribute
 
name=
"mode"
 
select=
"'el'"
/>

        
</xsl:element>

      
</xsl:element>

      
<xsl:element
 
name=
"xsl:template"
>

        
<xsl:attribute
 
name=
"match"
 
select=
"'*'"
/>

        
<xsl:attribute
 
name=
"mode"
 
select=
"'el'"
/>

        
<xsl:element
 
name=
"xsl:element"
>

          
<xsl:attribute
 
name=
"name"
 
select=
"'xsl:element'"
/>

          
<xsl:element
 
name=
"xsl:attribute"
>

            
<xsl:attribute
 
name=
"name"
 
select=
"'name'"
/>

            
<xsl:attribute
 
name=
"select"
 
select=
"'name()'"
/>

          
</xsl:element>

          
<xsl:element
 
name=
"xsl:apply-templates"
>

            
<xsl:attribute
 
name=
"select"
 
select=
"'@*|*|text()|comment()'"
/>

            
<xsl:attribute
 
name=
"mode"
 
select=
"'el'"
/>

          
</xsl:element>

        
</xsl:element>

      
</xsl:element>

      
<xsl:element
 
name=
"xsl:template"
>

        
<xsl:attribute
 
name=
"match"
 
select=
"'@*'"
/>

        
<xsl:attribute
 
name=
"mode"
 
select=
"'el'"
/>

        
<xsl:element
 
name=
"xsl:element"
>

          
<xsl:attribute
 
name=
"name"
 
select=
"'xsl:attribute'"
/>

          
<xsl:element
 
name=
"xsl:attribute"
>

            
<xsl:attribute
 
name=
"name"
 
select=
"'name'"
/>

            
<xsl:attribute
 
name=
"select"
 
select=
"'name()'"
/>

          
</xsl:element>

          
<xsl:element
 
name=
"xsl:attribute"
>

            
<xsl:attribute
 
name=
"name"
 
select=
"'select'"
/>

            
<xsl:text>
'
</xsl:text>

            
<xsl:element
 
name=
"xsl:value-of"
>

              
<xsl:attribute
 
name=
"select"
 
select=
"'.'"
/>

            
</xsl:element>

            
<xsl:text>
'
</xsl:text>

          
</xsl:element>

        
</xsl:element>

      
</xsl:element>

      
<xsl:element
 
name=
"xsl:template"
>

        
<xsl:attribute
 
name=
"match"
 
select=
"'text()'"
/>

        
<xsl:attribute
 
name=
"mode"
 
select=
"'el'"
/>

        
<xsl:element
 
name=
"xsl:element"
>

          
<xsl:attribute
 
name=
"name"
 
select=
"'xsl:text'"
/>

          
<xsl:element
 
name=
"xsl:value-of"
>

            
<xsl:attribute
 
name=
"select"
 
select=
"'.'"
/>

          
</xsl:element>

        
</xsl:element>

      
</xsl:element>

      
<xsl:element
 
name=
"xsl:template"
>

        
<xsl:attribute
 
name=
"match"
 
select=
"'comment()'"
/>

        
<xsl:attribute
 
name=
"mode"
 
select=
"'el'"
/>

        
<xsl:element
 
name=
"xsl:element"
>

          
<xsl:attribute
 
name=
"name"
 
select=
"'xsl:comment'"
/>

          
<xsl:element
 
name=
"xsl:value-of"
>

            
<xsl:attribute
 
name=
"select"
 
select=
"'.'"
/>

          
</xsl:element>

        
</xsl:element>

      
</xsl:element>

    
</xsl:element>

  
</xsl:variable>

  
<xsl:template
 
match=
"/"
>

    
<xsl:apply-templates
 
select=
"$code"
 
mode=
"copy"
/>

  
</xsl:template>

  
<xsl:template
 
match=
"@*|node()"
 
mode=
"copy"
>

    
<xsl:copy>

      
<xsl:apply-templates
 
select=
"@*|node()"
 
mode=
"copy"
/>

    
</xsl:copy>

  
</xsl:template>

  
<xsl:template
 
match=
"foo"
 
mode=
"copy"
>

    
<xsl:apply-templates
 
select=
"$code"
 
mode=
"el"
/>

  
</xsl:template>

  
<xsl:template
 
match=
"*"
 
mode=
"el"
>

    
<xsl:element
 
name=
"xsl:element"
>

      
<xsl:attribute
 
name=
"name"
 
select=
"name()"
/>

      
<xsl:apply-templates
 
select=
"@*|*|text()|comment()"
 
mode=
"el"
/>

    
</xsl:element>

  
</xsl:template>

  
<xsl:template
 
match=
"@*"
 
mode=
"el"
>

    
<xsl:element
 
name=
"xsl:attribute"
>

      
<xsl:attribute
 
name=
"name"
 
select=
"name()"
/>

      
<xsl:attribute
 
name=
"select"
>
'
<xsl:value-of

select=
"."
/>
'
</xsl:attribute>

    
</xsl:element>

  
</xsl:template>

  
<xsl:template
 
match=
"text()"
 
mode=
"el"
>

    
<xsl:element
 
name=
"xsl:text"
>

      
<xsl:value-of
 
select=
"."
/>

    
</xsl:element>

  
</xsl:template>

  
<xsl:template
 
match=
"comment()"
 
mode=
"el"
>

    
<xsl:element
 
name=
"xsl:comment"
>

      
<xsl:value-of
 
select=
"."
/>

    
</xsl:element>

  
</xsl:template>

</xsl:stylesheet>

```

## Extension
Un quine est dit polyglotte quand il est valide dans plusieurs langages simultanément. Différents exemples de tels quines sont disponibles dans les liens externes en bas de page.